# Blistorpasjön
Blistorpasjön är en sjö i Bromölla kommun i Skåne och ingår i Skräbeåns huvudavrinningsområde. Sjön har en area på 0,352 kvadratkilometer och ligger 70 meter över havet. Sjön avvattnas av vattendraget Lillån. Vid provfiske har bland annat abborre, björkna, braxen och gers fångats i sjön.

## Delavrinningsområde
Blistorpasjön ingår i det delavrinningsområde (623077-141727) som SMHI kallar för Mynnar i Skräbeån. Medelhöjden är 110 meter över havet och ytan är 14,84 kvadratkilometer. Det finns inga avrinningsområden uppströms utan avrinningsområdet är högsta punkten. Lillån som avvattnar avrinningsområdet har biflödesordning 2, vilket innebär att vattnet flödar genom totalt 2 vattendrag innan det når havet efter 21 kilometer. Avrinningsområdet består mestadels av skog (84 procent). Avrinningsområdet har 0,57 kvadratkilometer vattenytor vilket ger det en sjöprocent på 3,8 procent.

## Fisk
Vid provfiske har följande fisk fångats i sjön:
- Abborre
- Björkna
- Braxen
- Gärs
- Gädda
- Karpfisk obestämd
- Löja
- Mört
- Sarv